# 거북등때림
거북등때림은 중앙에서 두 점을 때려내는 것 또는 그 모양을 뜻한다.